# Área metropolitana de Las Cruces
El área metropolitana de Las Cruces NM MSA, es un Área Estadística Censal Primaria centrada en la ciudad Las Cruces, ubicada en el sur del estado de Nuevo México, en Estados Unidos. Denominada como tal por la Oficina del Censo de los Estados Unidos, sus límites coinciden con los del condado de Doña Ana, el único que abarca la misma. Su población según el censo de 2010 es de 209.233 de habitantes.
Junto con el área metropolitana de El Paso ubicada en Texas y la zona metropolitana de Juárez, ubicada en México, forman el área metropolitana transnacional de la zona Metropolitana de Juárez y El Paso.

## Ciudades y pueblos
- Anthony
- Chaparral
- Doña Ana
- Hatch
- Las Cruces
- Mesilla
- Mesquite
- Radium Springs
- Rincón
- Salem
- Santa Teresa
- Sunland Park
- University Park
- Vado
- White Sands